# Hommage à Violette Nozières
Hommage a Violette Nozieres è il terzo singolo del gruppo progressive italiano Area pubblicato nel 1978 dall'etichetta discografica Ascolto.

## Il disco
Brano atipico del gruppo che si avvicina maggiormente alla forma canzone e alla musica popolare mediterranea, è caratterizzato da un riff di mandola che continua per tutta la composizione. Oltre alla citazione di Violette Nozière, il brano ha come testo un componimento su una persona imprigionata e sulla sua pazzia (il testo è ispirato ad un passo di André Breton citato in Controstoria del Surrealismo di Jules-François Dupuis). Il gruppo eseguì il pezzo in playback durante la quinta puntata di Stryx andata in onda il 12 novembre 1978. Si tratta anche dell'ultima apparizione televisiva di Demetrio Stratos.

## Cover
- Gli Elio e le Storie Tese hanno realizzato una cover del singolo nell'album Tutti gli uomini del deficiente.